# Nächtliche Stimmen
Nächtliche Stimmen (russisch Ночные голоса Notschnyje golosa) ist eine Erzählung des russischen Schriftstellers Nikolai Schmeljow, die 1988 im Heft 36 der Moskauer Wochenzeitschrift Ogonjok („Feuerchen“) auf den Seiten 13–15 erschien. Zwei Jahre darauf gab Wolfgang Kasack die Erzählung bei R. Piper in München in einer Anthologie russischer Erzählungen heraus.
Ein Moskauer Paar findet sich vielleicht wieder.

## Inhalt
Am Telefon wendet sich die Trinkerin Maja in drei Gesprächen, jeweils zu nachtschlafender Zeit, an ihren Geliebten Serjosha, einen betuchten Hochschullehrer. Die Telefonate – genauer, die Monologe – liegen zwölf Jahre auseinander. Denn im ersten Telefonmonolog ist Serjosha dreiunddreißig Jahre alt, und im letzten hat er gerade den fünfundvierzigsten Geburtstag. Sie ist sieben Jahre jünger als er. Während Maja sich ihr Leben durch eine Abtreibung bereits als 26-Jährige verpfuscht hat (1. Monolog), steht Serjosha mit 45 Jahren als der Herr Professor mit Ehefrau und „niedlichem“ Töchterchen als gemachter Mann da (3. Monolog).
Die einst attraktive Maja, die sich nach der Abtreibung zunehmend dem Alkohol ergeben hat und einen Suizidversuch überstand, liebt ihren Professor im letzten Monolog immer noch, stellt aber keine einzige Forderung. Der Autor überrascht den Leser mit einem novellistischen Paukenschlag. Die „unerhörte Begebenheit“: Der in gesicherten Verhältnissen lebende Professor will die haltlose Trinkerin nach ihrem unaufhaltsamen beruflichen Abstieg aufsuchen. Die Ankündigung Serjoshas kommt so unerwartet, weil er – nach den Reaktionen Majas am Telefon – ihre Monologe doch so durchgängig abschätzig, kein bisschen mitfühlend kommentiert hatte.

## Rezeption
Bodo Zelinsky bespricht die Erzählung im Nachwort der verwendeten Ausgabe (S. 352 Mitte bis S. 353 unten).

## Deutschsprachige Ausgaben
- S. 316–332 in: Wolfgang Kasack (Hrsg.): Ogonjok. Die besten Erzählungen der russischen Perestroika-Zeitschrift (Inhalt). Übersetzer: Lorenzo Amberg. R. Piper, München 1990, 358 Seiten. ISBN 978-3-492-03397-8
- Nikolai Schmeljow: „Nächtliche Stimmen.“ Übersetzerin: Marianne Wiebe. S. 170–186 in: Russische Erzählungen der Gegenwart. Herausgegeben von Bodo Zelinsky, Reclam, Stuttgart 1992, RUB 8829. ISBN 3-15-008829-1 (verwendete Ausgabe)